# Alma María Vaesken
Alma María Vaesken Ruiz (22 de septiembre de 1936, Asunción, Paraguay), es una cantante paraguaya. Más reconocida por ser integrante del grupo Los 3 Sudamericanos.

## Biografía
Nació en Asunción, Paraguay, el 22 de septiembre de 1936. Se inició en la música, formando parte del coro del colegio María Auxiliadora. En 1959, junto con Johnny Torales y Casto Darío Martínez, formó el grupo Los 3 Sudamericanos. 
Con este grupo desarrolló su carrera artística durante más de 3 décadas. En 1960, el trío viaja a Argentina y graba su primer LP, llamado Los 3 Sudamericanos. Ha actuado en audiciones en Radio El Mundo y en la televisión.
El grupo fue contratado por 3 meses por la CBS Internacional, para presentaciones en Europa y se mudaron definitivamente a Barcelona, España. Participó en varias giras por todo el mundo. 
En 2011 Los 3 Sudamericanos han realizado una sensacional presentación en los festejos oficiales del Bicentenario de la Independencia de Paraguay. Siguen actuando como en las mejores épocas. Desde 1990 el trío está formado por Alma María, Johnny Torales y Dioni Velázquez.

## Discografía (con Los 3 Sudamericanos)

### Álbumes
- Los 3 Sudamericanos (1967)
- Los 3 Sudamericanos, LP Álbum (1968)
- Cantan al Paraguay, LP Álbum (1971)
- Los 3 Sudamericanos, LP Álbum
- El funeral del labrador

### Singles y EPS
- En España! (1962) (7", EP, Mono)
- Santa Claus viene a la ciudad (1965) (7")
- La Banda Borracha / La Pollera Colora (1965) (7")
- Qué familia más original / El orangután (1965) (7")
- Capri C'est Fini / Lunita Barranquillera (1965) (7")
- Goldfinger / Chica ye ye (1965) (7")
- Que Familia Más Original / El Orangután / Lunita Barranquillera / Capri C'est Fini (1965) (7", EP)
- Goldfinger / Pero Raquel / Pollera Colora / No Lo Quiero (1965) (7", EP)
- Me lo dijo Pérez (1965) (7", EP)
- Oh Oh Sheriff! / Cartagenera (1965) (7", Sencillo)
- Me lo dijo Pérez / Yeh Yeh (1965) (7", Sencillo)
- Chica Ye Ye / En Verano / Yeh Yeh / Cartagenera (1965) (7", EP)
- Juanita Banana / Cumbia Bendita (1966) (7", Sin)
- La Banda Borracha / Vuelo 502 / Reír, Reír, Reír / Ay Mama Mallorca (1966) (7", EP)
- Juanita Banana / Cumbia Bendita / Uno, Dos, Tres / La Chica De Ipanema (1966) (7", EP)
- Gibraltareña / Cuando Salí De Cuba (1967)
- Pulpa de Tamarindo / El Funeral del Labrador (1967) (7", Sencillo)
- Algo Estúpido / La Familia (1967) (7")
- Marionetas En La Cuerda / La Felicidad (1967) (7")
- Marionetas En La Cuerda (1967) (7", EP)